# Novobiocină
Novobiocina este un antibiotic de tip aminocumarinic care este utilizat în tratamentul infecțiilor bacteriene stafilococice. Prezintă activitate și pe stafilococul auriu meticilino-rezistent (MRSA). Molecula sa a fost descoperită la mijlocul anilor 1950 și denumită streptonivicină, datorită faptului că a fost produsă de către actinomiceta Streptomyces niveus.